# Liste der Baudenkmale in Cave
Die Liste der Baudenkmale in Cave umfasst alle vom New Zealand Historic Places Trust (NZHPT) als „Historic Place“ oder „Historic Area“ eingestuften Baudenkmale und Flächendenkmale der neuseeländischen Ortschaft Cave. Die Angaben stammen aus dem Register des NZHPT. Die Bezeichnungen der Baudenkmale orientieren sich an diesem Register. In die Liste werden auch bekannte Wahi Tapu (Area), kulturell und religiös bedeutsame Stätten und Gebiete der Māori, aufgenommen. Sie werden jedoch meist nicht publiziert.

| Bild           | Bezeichnung                                    | Ort  | Anschrift                                 | Beschreibung             | Bauzeit   | Eintrag       | Nummer | Kat. |
| -------------- | ---------------------------------------------- | ---- | ----------------------------------------- | ------------------------ | --------- | ------------- | ------ | ---- |
| weitere Bilder | St David's Pioneer Memorial Church             | Cave | Burnetts Road Karte                       | presbyterianische Kirche | 1930      | 28. Juni 1984 | 0312   | 1    |
| BW             | Limestone House (Former Levels Station School) | Cave | Cannington Road Karte                     | Schule, ehemalige        | n.a.      | 23. Juni 1983 | 1960   | 2    |
| BW             | Limestone House (John's)                       | Cave | State Highway 8, Monavale Karte (ungenau) | Wohnhaus aus Kalkstein   | n.a.      | 23. Juni 1893 | 1961   | 2    |
| BW             | Miss Ada Taylor's House                        | Cave | Cannington Road Karte                     | Wohnhaus                 | 1910      | 23. Juni 1983 | 1962   | 2    |
| BW             | Monavale School                                | Cave | Monavale Road Karte                       | Schulhaus, ehemaliges    | 1913      | 23. Juni 1983 | 1963   | 2    |
| BW             | Burnett Homestead Gates                        | Cave | Burnetts Road Karte                       | Tore eines Farmgeländes  | 1932–1933 | 25. Juni 2004 | 1956   | 2    |